# Crossroad (OCEANLANEのアルバム)
『Crossroad』（クロスロード）は、日本のバンド、OCEANLANEが2009年1月7日にリリースしたアルバム。

## 解説
- 『On my way back home』、『Kiss & Kill』、『Castle In The Air』に続くOCEANLANEの4thアルバム。

## 収録曲
1. Standing On My Side
作詞作曲とメインボーカルは武居。
2. Shine On Me
作詞作曲は直江、メインボーカルは武居。
3. I'll Be Around
作詞作曲とメインボーカルは直江。
4. I May Be
3rdシングル『Twisted Colors』収録曲。
作詞作曲とメインボーカルは武居。
5. Lights Up My Soul
4thシングル『Look Inside The Mirror』収録曲。
作詞作曲は直江。直江と武居がツインボーカルを取る。
6. Enemy
作詞作曲とメインボーカルは直江。
7. When Did I Say I Had Enough?
作詞作曲とメインボーカルは武居。
8. Malibu Coke
作詞作曲とメインボーカルは直江。
9. Look Inside The Mirror
4thシングル『Look Inside The Mirror』収録曲。
作詞作曲とメインボーカルは武居。
10. Promise
作詞は武居、作曲は直江。直江と武居がツインボーカルを取る。
11. Where Do We Go?
作詞作曲とメインボーカルは直江。
12. Ghost Of a Man（初回限定盤のみのボーナストラック）
作詞作曲とメインボーカルは武居。
13. Love Won't Last The Night（初回限定盤のみのボーナストラック）
作詞作曲とメインボーカルは直江。